# Palpirectia
Palpirectia là một chi bướm đêm thuộc họ Erebidae.